# Harmonia (RYTHEM單曲)
《Harmonia》（日語：ハルモニア）是日本雙人女子創作歌手組合RYTHEM的第1張單曲。2003年5月21日由Sony Music Associated Records（日本索尼音樂娛樂旗下公司）發行。

## 解說
《Harmonia》是雙人女子創作歌手組合RYTHEM於2003年結成、加入唱片公司Sony Music Associated Records正式出道後發行的首張單曲。同名標題曲曾在2003年4月被東京電視台電視動畫《火影忍者》被選為第2代（從第26話至第51話為止）片尾主題曲使用。
後來，此單曲在2004年6月21日的時候再發盤。還有，同名標題曲和B面歌曲「Thank You（日語：てんきゅっ）」兩首一起收錄在她們的首張專輯《Utatane》裡，同年6月23日發行。

## 收錄歌曲
所有歌曲由RYTHEM作詞、作曲，CHOKKAKU編曲。
1. Harmonia（ハルモニア） [4:14]
  - 東京電視台電視動畫《火影忍者》第2代片尾主題曲
2. Thank You [4:05]
3. Harmonia (仙人掌ver.)（ハルモニア (サボテンver.)） [4:06]
4. Harmonia (Instrumental)（ハルモニア (Instrumental)）

## 收錄專輯
- Utatane（日语：ウタタネ）（#1、#2）
- BEST STORY（日语：BEST STORY）（#1）

## 外部連結
- Sony Music Associated Records公式官網的歌曲介紹頁面（页面存档备份，存于） （日語）